# Nora (Illinois)
Nora és una vila dels Estats Units a l'estat d'Illinois. Segons el cens del 2000 tenia 118 habitants.

## Demografia
Segons el cens del 2000, Nora tenia 118 habitants, 53 habitatges, i 31 famílies. La densitat de població era de 50,1 habitants/km².
Dels 53 habitatges en un 20,8% hi vivien nens de menys de 18 anys, en un 50,9% hi vivien parelles casades, en un 5,7% dones solteres, i en un 41,5% no eren unitats familiars. En el 39,6% dels habitatges hi vivien persones soles el 24,5% de les quals corresponia a persones de 65 anys o més que vivien soles. El nombre mitjà de persones vivint en cada habitatge era de 2,23 i el nombre mitjà de persones que vivien en cada família era de 2,84.
Per edats la població es repartia de la següent manera: un 18,6% tenia menys de 18 anys, un 8,5% entre 18 i 24, un 27,1% entre 25 i 44, un 24,6% de 45 a 60 i un 21,2% 65 anys o més.
L'edat mediana era de 42 anys. Per cada 100 dones de 18 o més anys hi havia 104,3 homes.
La renda mediana per habitatge era de 28.125 $ i la renda mediana per família de 50.208 $. Els homes tenien una renda mediana de 26.000 $ mentre que les dones 23.750 $. La renda per capita de la població era de 17.608 $. Aproximadament el 14,3% de les famílies i l'11% de la població estaven per davall del llindar de pobresa.

## Poblacions properes
El següent diagrama mostra les poblacions més properes.